# Ча Митина школа
Ча Митина школа била је прва школа у Лесковцу. 

## Историја
Прва тзв. Велика чкоља била је подигнута 1854. године и ова школа се налазила у дворишту цркве Оџаклије и постојала је све до 1922. године. Школа се звала још и Ча Митина школа по једном од њених најранијих учитеља, Мити Николићу. Први страни језик који се учио у овој школи и у Лесковцу уопште, био је грчки. Средином шездесетих година 19. века грчки језик је предавао истакнути лесковачки учитељ Симеон Софијанац, Грк који је дошао у Лесковац 1856. године и ту се задржао све до 1868. године и који је Лесковчанима остао у веома лепом сећању. Године 1869. у Лесковац је стигао први школовани педагог учитељ Јосиф Костић који је почео са наставом немачког језика. Истовремено, он је и први учитељ који је у школу примио и женску децу, али је нишки мутесариф Абдурахман паша забранио његов рад због његове тежње да ради на српском језику. Но, народ се бунио те је учитељ Јосиф враћен на радно место 1870. године када је школи дограђена још једна учионица. Наставу је реорганизовао у три разреда, други, трећи и четврти, док су стари лесковачки учитељи задржали букварце. 
После српско-бугарског рата школа је имала и одељења петог и шестог разреда. 
Ча Митину школу издржавала је црквена општина, али су и родитељи плаћали незнатну суму новца за школовање своје деце. Ђак чији родитељи нису платили школу обично би седео на најудаљенијем месту од пећи. Школовање је било добровољно и родитељи су могли у сваком тренутку да упишу дете у школу. Када би родитељ први пут довео дете у школу, он би му купио буквар и таблицу, а поврх свега и једне лепе чарапе и све то би замотао као дар учитељу. По доласку у школу дете би пришло даскалу, целивало би руку и предало дар замотан у мараму. Даскал би вратио буквар и таблицу, а чарапе би задржао. Даривање учитеља била је уобичајена пракса и међу ђацима, нарочито међу децом дућанџија, па тако даскали нису имали потребе за куповином кафе, шећера или пиринча. Сиромашни ђаци су пак помагали даскалу око куће или имања. У учионици су истовремено учила два даскала, Ча Мита и Бата Ђорић који су ученике поделили тако што је Мита учио ону половину до врата, а Ђорђе ону до "чардачета" и ко је од њих имао више пријатеља у граду, имао је и више ђака. Разреди нису постојали, сваки је ђак учио за себе и сваки је саслушаван пре и после подне и у случају незнања бивао би кажњиван. У школу се ишло преко целе године, само се у суботу ишло без књига јер се тада учило певање и ишло се у цркву на вечерње. Мали распусти су били везани за Божић и Ускрс. Нису постојали мали и велики одмори, већ како ко уђе у учионицу, морао је да чека док се не пође кући. У школи се тада учило читање, рачунање, писање и певање. Као што су их и уписивали, родитељи су могли и да исписују ђаке из школе у сваком тренутку, али обично око Ђурђевдана или Митровдана када су мајстори примали шегрте и слуге на занат или током сезоне пољопривредних радова, када је била потребна помоћ деце у пољу.
Нова школска зграда отворена је 1904/1905. године, у част стогодишњице почетка Првог српског устанка. Почео је да се издаје литерарно-педагошки часопис Ђачки напредак.
Током бугарске окупације у Првом светском рату убијени су учитељи и управник и на њихова места доведени Бугари који су учили децу на бугарском језику. Многи ученици су тада бежали са часова.
Након рата почело се радити на опоравку и модернизацији школе, мада је у послератним годинама долазило до опадања броја деце.